# La máscara (programa de televisión)
La máscara era un programa de concursos peruano producido por Rayo en la Botella para Latina Televisión, basado en el reality surcoreano King of Mask Singer. Se estrenó el sábado 29 de febrero y se emitió los sábados a las 10:00 p. m. hasta el 6 de junio de 2020. 
El programa es conducido por Mathías Brivio, y el equipo de investigadores es conformado por la actriz Gianella Neyra, la actriz y cantante Érika Villalobos y los actores cómicos Armando Machuca y Carlos Vílchez.

## Temporadas
| Temporada | Inicio de temporada   | Final de temporada | Episodios | Participantes | Ganador                  | Segundo lugar         | Tercer lugar                 |
| --------- | --------------------- | ------------------ | --------- | ------------- | ------------------------ | --------------------- | ---------------------------- |
| 1         | 29 de febrero de 2020 | 6 de junio de 2020 | 15        | 18            | Eva Ayllón como Monstruo | Marisol como Mariposa | Jorge Benavides como Caballo |

## Formato
Dieciocho celebridades compiten de forma anónima bajo un disfraz, en presentaciones de diferentes participantes en cada programa. Cada uno interpretará una canción a su elección, para luego ser comentados por el equipo de investigadores, y a su vez, tratar de adivinar que celebridad se oculta detrás de cada personaje. Al final de cada gala, el público presente en el estudio vota por su personaje favorito, y el menos votado es eliminado. Luego, el personaje eliminado es desenmascarado, develando su identidad al público. A partir del episodio 11, los investigadores son los que votan por el personaje que menos gustó en su presentación o por el que más les gustó nominando al que tiene menos votos y luego este es desenmascarado, develando su identidad.
De forma adicional, en diferentes semanas un investigador secreto se suma a los cuatro principales, para ayudar a adivinar quién se esconde detrás de cada disfraz. Además, una o dos celebridades son invitadas en diferentes semanas a participar de forma anónima para apoyar una causa social o solo siendo invitados. Luego de su respectiva presentación, esta procede a develar su identidad, puesto que él o ella, no participa en el show. En el episodio 10, fueron invitados algunos artistas, reforzando a los personajes en su respectiva presentación, cantando a dúo con estos.

## Producción
Durante la preventa del año 2020 de Latina Televisión, se conoció que la señal peruana había adquirido los derechos del formato "King of Mask Singer" para su adaptación y próximo lanzamiento en el año siguiente. Para esto, fueron presentados tres personajes que hicieron una muestra de cómo sería el programa, interpretando una canción, y posteriormente, casi siendo desenmascarados frente al público asistente.
El lunes 10 de febrero, durante el programa "Mujeres al mando" de Latina Televisión, se dio la rueda de prensa del programa desde su mismo set, anunciando como conductor al presentador Mathías Brivio, así como al equipo de investigadores. Además, se dio la primera presentación de dos personajes, "Monstruo" y "Llama".

### Primera Batalla
| #  | Personaje | Canción                            | Identidad | Votos | Resultado |
| -- | --------- | ---------------------------------- | --------- | ----- | --------- |
| 1° | Llama     | Fría como el viento de Luis Miguel | Oculta    | -     | Pierde    |
| 2° | Monstruo  | Detrás de mi ventana de Yuri       | Oculta    | -     | Gana      |

### Controversia por cuarentena
El productor de "La Máscara", Ricardo Morán, explicó que el programa ya no tendrá público luego de pasar el programa 9 (25 de abril). En conversación con RPP a través de una videollamada, el productor del programa habló de cómo les afectó el aislamiento. Y, dejó en claro que las cosas cambiarán, pero que todo depende de qué ocurra después del 26 de abril.
'La Máscara' es un programa de 14 a 15 episodios, que por temas presupuestarios, cronograma de los artistas, se tenía que grabar en un periodo muy corto de tiempo, que para nosotros era de principios de febrero a fines de marzo", precisó inicialmente.
"A nosotros nos agarró la cuarentena habiendo llegado al episodio nueve que es el que se emite este sábado (25 de abril). Desde entonces nos quedamos sin capítulos (grabados) y nos quedan aún unos cuantos sábados más", explicó.
"Si la cuarentena se levanta completamente, trabajaremos sin público, respetando distancias sociales y empezaremos a grabar dos o tres capítulos por semana hasta que se acabe la temporada", manifestó.
"Si la cuarentena no se levanta también hay forma de seguir trabajando, grabando presentación por presentación, definitivamente no va a haber público", agregó, señalando que la decisión ya está tomada.

## Equipo

### Investigadores
| Nombre           | Edad    | Ocupación                                 |
| ---------------- | ------- | ----------------------------------------- |
| Gianella Neyra   | 42 años | Actriz y conductora                       |
| Armando Machuca  | 43 años | Actor, comediante, profesor y comunicador |
| Érika Villalobos | 45 años | Cantante, guionista y actriz              |
| Carlos Vílchez   | 52 años | Comediante y conductor                    |

### Investigadores Invitados
En diferentes episodios, una celebridad es invitada para participar y tratar de adivinar junto a los investigadores las identidades de los personajes. Algunos incluso también participan como personajes invitados, haciendo su respectiva presentación, quitándose la máscara, develando su identidad y luego pasando a sentarse junto a los investigadores.
| Fecha         | Nombre             | Edad    | Ocupación                           |
| ------------- | ------------------ | ------- | ----------------------------------- |
| 29 de febrero | Johanna San Miguel | 52 años | Actriz y conductora                 |
| 21 de marzo   | Emilia Drago       | 31 años | Actriz                              |
| 28 de marzo   | Oscar López Arias  | 42 años | Actor y conductor                   |
| 4 de abril    | Fernando Armas     | 54 años | Comediante                          |
| 11 de abril   | Karina Rivera      | 50 años | Modelo, conductora y animadora      |
| 18 de abril   | Katia Condos       | 51 años | Actriz y presentadora de televisión |

### Presentador
| Nombre         | Edad    | Ocupación                                |
| -------------- | ------- | ---------------------------------------- |
| Mathías Brivio | 44 años | Actor , locutor , periodista y conductor |

### Máscaras Invitadas
En diferentes episodios, una o dos celebridades son invitadas para participar en el programa a modo incógnito para apoyar una causa social o por el mero hecho de ser invitados. Luego de su presentación, se quita la máscara y se revela su identidad.
| Fecha         | Personaje   | Celebridad                    | Edad    | Ocupación                           | Canción                               |
| ------------- | ----------- | ----------------------------- | ------- | ----------------------------------- | ------------------------------------- |
| 29 de febrero | Dragón      | George Forsyth                | 37 años | Exfutbolista y alcalde              | Triciclo Perú de Los Mojarras         |
| 7 de marzo    | Panda       | Katia Palma                   | 38 años | Comediante, actriz y conductora     | Ese hombre es mío de Paulina Rubio    |
| 7 de marzo    | Águila      | Cristian Rivero               | 41 años | Actor, conductor y exmodelo         | Saca roncha de Guajaja                |
| 28 de marzo   | Triceratops | Pablo Villanueva "Melcochita" | 83 años | Comediante y músico                 | Quimbara de Celia Cruz                |
| 4 de abril    | Hipopótamo  | Jonathan Maicelo              | 36 años | Boxeador y empresario               | No juegues con el diablo de Bareto    |
| 11 de abril   | Carnero     | Sigrid Bazán                  | 29 años | Periodista y conductora             | No creo de Shakira                    |
| 11 de abril   | Cerdita     | Karina Rivera                 | 50 años | Modelo, conductora y animadora      | Mírala, Míralo de Alejandra Guzmán    |
| 18 de abril   | Gallo       | Katia Condos                  | 51 años | Actriz y presentadora de televisión | Yo no te pido la luna de Daniela Romo |
| 18 de abril   | Iguana      | Natalia Málaga                | 56 años | Voleibolista y entrenadora          | Lo que pasó, pasó de Daddy Yankee     |

### Cortinas Musicales de Las Máscaras Invitadas
Durante el ingreso de cada invitado al escenario se pone un fondo musical de canciones cuya letra o temática hace referencia al personaje que son representados.
| Personaje   | Canción                              |
| ----------- | ------------------------------------ |
| Dragón      | "Paradise City" de Guns N' Roses     |
| Panda       | "Desde esa noche" de Thalía y Maluma |
| Águila      | "Sera que no me amas" de Luis Miguel |
| Triceratops | —                                    |
| Hipopótamo  | "I like to move it" de Madagascar    |
| Carnero     | "Cuando tú no estás" de Olga Tañón   |
| Cerdita     | "Funkytown" de Lipps Inc.            |
| Gallo       | "El polvorete" de Lisandro Meza      |
| Iguana      | "Voz sensual" de Big Boy             |

### Artistas Refuerzo Invitados
En el episodio 10, fueron invitados algunos artistas para reforzar a los personajes, cantando y haciendo dueto con estos.
| Fecha     | Artista Refuerzo | Ocupación               | Máscara Reforzada | Canción                                 |
| --------- | ---------------- | ----------------------- | ----------------- | --------------------------------------- |
| 2 de mayo | Ana Kohler       | Cantante de tecnocumbia | Gata              | Siqui Siqui de Ana Kohler               |
| 2 de mayo | Farik Grippa     | Cantante de salsa       | Conejo            | Casi un hechizo de Jerry Rivera         |
| 2 de mayo | Miluska Eskenazi | Cantante y actriz       | Diva del Mar      | Ese hombre de Rocío Jurado              |
| 2 de mayo | Andrés Calamaro  | Cantante imitador       | Monstruo          | Cuando seas grande de Miguel Mateos     |
| 2 de mayo | Luis Miguel      | Cantante                | Caballo           | El baile del perrito de Wilfrido Vargas |
| 2 de mayo | José Gaona       | Cantante de rock        | Espejo            | Lo peor de todo de RIO                  |
| 2 de mayo | Daniel Lazo      | Cantante                | Huevo             | Saca las manos de Eva Ayllón            |
| 2 de mayo | Juan Gabriel     | Cantante imitador       | Ekeko             | No tengo dinero de Juan Gabriel         |
| 2 de mayo | Kate Candela     | Cantante de salsa       | Mariposa          | Evidencias de Ana Gabriel               |

## Participantes
Dieciocho celebridades conforman los participantes de la primera temporada del programa. Ocho fueron revelados en el estreno del programa, en la segunda emisión se revelaron siete, en la tercera se reveló uno y en la cuarta se revelaron los dos últimos participantes.
| Personaje     | Celebridad                | Edad    | Ocupación                                   | Resultado     |
| ------------- | ------------------------- | ------- | ------------------------------------------- | ------------- |
| Monstruo      | Eva Ayllón                | 64 años | Cantante                                    | Ganadora      |
| Mariposa      | Marisol                   | 40 años | Cantante                                    | 2° Lugar      |
| Caballo       | Jorge Benavides           | 53 años | Comediante y actor                          | 3° Lugar      |
| Diva del Mar  | Shantall Young Oneto      | 43 años | Cantante y actriz                           | 4° Lugar      |
| Huevo         | Yiddá Eslava              | 36 años | Modelo y actriz                             | 5° Lugar      |
| Conejo (WC)   | Andrés Salas              | 34 años | Actor y conductor de televisión             | 13° Eliminado |
| Espejo        | Jean Paul Strauss         | 49 años | Cantante y actor                            | 12° Eliminado |
| Ekeko         | Jonatan Rojas             | 32 años | Cantante                                    | 11° Eliminado |
| Gata          | Briyit Palomino           | 34 años | Cantante                                    | 10° Eliminada |
| León (WC)     | Mario Hart                | 33 años | Piloto de automovilismo y cantante          | 9° Eliminado  |
| Llama         | Mónica Delta              | 61 años | Periodista y presentadora de televisión     | 8° Eliminada  |
| Palta         | Almendra Gomelsky         | 50 años | Presentadora de televisión, modelo y actriz | 7° Eliminada  |
| Helado        | Ebelin Ortiz              | 49 años | Actriz y cantante                           | 6° Eliminada  |
| Jaguar        | Naamin Timoyco            | 50 años | Ex-vedette                                  | 5° Eliminada  |
| Tumi          | José Luis "Puma" Carranza | 56 años | Exfutbolista y comentarista deportivo       | 4° Eliminado  |
| Mona (WC)     | Daniela Darcourt          | 24 años | Cantante y bailarina                        | 3° Eliminada  |
| Lechuza       | Jessica Newton            | 54 años | Empresaria y ex reina de belleza            | 2° Eliminada  |
| Perro Peruano | Waldir Sáenz              | 47 años | Exfutbolista                                | 1° Eliminado  |

### Cortinas Musicales de los Participantes
Durante el ingreso de cada participante al escenario se pone un fondo musical de canciones cuya letra o temática hace referencia al personaje que son representados.
| Personaje     | Canción                                       |
| ------------- | --------------------------------------------- |
| Monstruo      | "Chacarron" de El Chombo                      |
| Mariposa      | ''Mariposa Tecknicolor'' de Fito Páez         |
| Caballo       | ''Gangnam Style'' de PSY                      |
| Diva del Mar  | "Gracias a Dios" de Thalía                    |
| Huevo         | "Mamá no quiero comer más huevo" de Azul Azul |
| Conejo        | "El conejito" de Joan & O'Neill               |
| Espejo        | ''Stayin' Alive'' de Bee Gees                 |
| Ekeko         | "Matarina" de Pepe Alva                       |
| Gata          | "Gata fiera" de Trébol Clan                   |
| León          | ''Hakuna Matata'' de El rey león              |
| Llama         | "Tusuykusun" de Damaris                       |
| Palta         | "El meneito" de Natusha                       |
| Helado        | "Volvió el verano" de El Reja                 |
| Jaguar        | "Salta salta" del Grupo Euforia               |
| Tumi          | "Apostemos que me caso" del Grupo 5           |
| Mona          | "El baile del mono" de Wilfrido Vargas        |
| Lechuza       | "Una noche más" de Jennifer Lopez             |
| Perro Peruano | "El baile del perrito" de Wilfrido Vargas     |

### Tabla de Eliminación
| Puesto | Máscara       | Celebridad           | Episodios | Episodios | Episodios | Episodios | Episodios | Episodios | Episodios | Episodios | Episodios | Episodios | Episodios | Episodios | Episodios | Episodios | Episodios | Episodios |
| Puesto | Máscara       | Celebridad           | 1         | 2         | 3         | 4         | 5         | 6         | 7         | 8         | 9         | 10        | 11        | 12        | 13        | 14        | 15        | 15        |
| Puesto | Máscara       | Celebridad           | 1         | 2         | 3         | 4         | 5         | 6         | 7         | 8         | 9         | 10        | 11        | 12        | 13        | 14        | A         | B         |
| ------ | ------------- | -------------------- | --------- | --------- | --------- | --------- | --------- | --------- | --------- | --------- | --------- | --------- | --------- | --------- | --------- | --------- | --------- | --------- |
| 1°     | Monstruo      | Eva Ayllón           | Nominado  |           |           | Nominado  |           | Ganó      | Nominado  |           | Nominado  | Nominado  | A salvo   | Ganó      | Ganó      | Ganó      | Nominado  | Ganadora  |
| 2°     | Mariposa      | Marisol              |           | Nominado  |           | Nominado  | Ganó      |           | Ganó      |           |           | Nominado  | Nominado  | Ganó      | Nominado  | Ganó      | Nominado  | 2° lugar  |
| 2°     | Caballo       | Jorge Benavides      |           | Nominado  | Nominado  |           |           | Ganó      | Ganó      |           | Nominado  | Nominado  | A salvo   | Ganó      | Ganó      | Ganó      | Nominado  | 3° lugar  |
| 2°     | Diva del Mar  | Shantall Young Oneto |           | Nominado  |           | Nominado  |           | Nominado  |           | Nominado  | Nominado  | Nominado  | A salvo   | Nominado  | Ganó      | Nominado  | Nominado  | 4° lugar  |
| 2°     | Huevo         | Yiddá Eslava         | Nominado  |           | Ganó      |           | Ganó      |           |           | Ganó      | Nominado  | Nominado  | A salvo   | Nominado  | Ganó      | Nominado  | Nominado  | 5° lugar  |
| 6°     | Conejo        | Andrés Salas         |           |           |           | Ganó      | Ganó      |           |           | Ganó      | Nominado  | Nominado  | A salvo   | Ganó      | Nominado  | Nominado  | Eliminado |           |
| 7°     | Espejo        | Jean Paul Strauss    | Nominado  |           |           | Ganó      |           | Ganó      |           | Ganó      | Nominado  | Nominado  | Nominado  | Nominado  | Eliminado |           |           |           |
| 8°     | Ekeko         | Jonathan Rojas       | Nominado  |           | Ganó      |           | Nominado  |           |           | Nominado  | Nominado  | Nominado  | A salvo   | Eliminado |           |           |           |           |
| 9°     | Gata          | Briyit Palomino      |           | Nominado  |           | Ganó      | Ganó      |           | Nominado  |           | Nominado  | Nominado  | Eliminado |           |           |           |           |           |
| 10°    | León          | Mario Hart           |           |           |           | Ganó      |           | Nominado  | Ganó      |           | Nominado  | Renunció  |           |           |           |           |           |           |
| 11°    | Llama         | Mónica Delta         |           | Nominado  | Nominado  |           |           | Ganó      |           | Eliminado |           |           |           |           |           |           |           |           |
| 12°    | Palta         | Almendra Gomelsky    |           | Nominado  | Ganó      |           | Nominado  |           | Eliminado |           |           |           |           |           |           |           |           |           |
| 13°    | Helado        | Ebelin Ortiz         | Nominado  |           | Ganó      |           |           | Eliminado |           |           |           |           |           |           |           |           |           |           |
| 14°    | Jaguar        | Naamin Timoycco      | Nominado  |           | Nominado  |           | Eliminado |           |           |           |           |           |           |           |           |           |           |           |
| 15°    | Tumi          | Puma Carranza        | Nominado  |           |           | Eliminado |           |           |           |           |           |           |           |           |           |           |           |           |
| 16°    | Mona          | Daniela Darcourt     |           |           | Eliminado |           |           |           |           |           |           |           |           |           |           |           |           |           |
| 17°    | Lechuza       | Jessica Newton       |           | Eliminado |           |           |           |           |           |           |           |           |           |           |           |           |           |           |
| 18°    | Perro Peruano | Waldir Sáenz         | Eliminado |           |           |           |           |           |           |           |           |           |           |           |           |           |           |           |

Leyenda
      La Máscara ganó su enfrentamiento y continúa en la competencia.
      La Máscara quedó nominada.
      La Máscara fue eliminada o renunció a la competencia.
      La Máscara no participó en ese episodio o no pudo asistir.
      La Máscara no ganó su enfrentamiento pero sé salvo de ser nominada.
      La Máscara llegó a la final, pero fue eliminada en la primera parte.
      La Máscara quedó como finalista.
      La Máscara ganó la competencia.

## Episodios
Leyenda
      La Máscara ganó su enfrentamiento y continúa en la competencia.
      La Máscara quedó nominada o perdió la batalla.
      La Máscara fue eliminada o renunció a la competencia.
      La Máscara quedó nominada y luego fue salvada de ser eliminada por votación del público o del panel.
      La Máscara no ganó su enfrentamiento pero sé salvo de ser nominada.
      La Máscara no pudo asistir.
      La Máscara es un invitado especial.
      La Máscara llegó a la final, pero fue eliminada en la primera parte.
      La Máscara quedó como finalista.
      La Máscara ganó la competencia.
      El Investigador falló en su apuesta final.
      El Investigador acertó en su apuesta final.
      La Identidad de la Máscara Eliminada o Invitada no fue acertada por los Investigadores.

### Episodio 1(29 de febrero de 2020)
| #   | Personaje     | Canción                                                  | Identidad      | Votos | Resultado |
| --- | ------------- | -------------------------------------------------------- | -------------- | ----- | --------- |
| 01° | Huevo         | Que tire pa' lante de Daddy Yankee                       | Oculta         | -     | A Salvo   |
| 02° | Espejo        | En Peligro de Extinción de Orquesta Bembe y Farik Grippa | Oculta         | -     | Nominado  |
| 03° | Tumi          | Muévelo, muévelo de El General                           | Oculta         | -     | Nominado  |
|     |               |                                                          |                |       |           |
| -   | Dragón        | Triciclo Perú de Los Mojarras                            | George Forsyth | -     | Invitado  |
|     |               |                                                          |                |       |           |
| 04° | Ekeko         | Mi Primer Millón de Bacilos                              | Oculta         | -     | Nominado  |
| 05° | Perro Peruano | Las torres de Nosequién y los Nosecuántos                | Waldir Sáenz   | -     | Eliminado |
| 06° | Jaguar        | Sin pijama de Becky G y Natti Natasha                    | Oculta         | -     | Nominado  |
| 07° | Helado        | Por Qué Te Fuiste de Maricarmen Marín                    | Oculta         | -     | Nominado  |
| 08° | Monstruo      | La gozadera de Gente de Zona                             | Oculta         | -     | Nominado  |

#### Apuestas Finales de la Máscara Invitada (Dragón)
| #  | Investigador       | Apuesta Final    | Resultado |
| -- | ------------------ | ---------------- | --------- |
| 1° | Gianella Neyra     | Roberto Martínez | Falló     |
| 2° | Armando Machuca    | Puchungo Yáñez   | Falló     |
| -  | Johanna San Miguel | Puma Carranza    | Falló     |
| 3° | Érika Villalobos   | Waldir Sáenz     | Acertaron |
| 4° | Carlos Vílchez     | Waldir Sáenz     | Acertaron |

| #  | Investigador       | Apuesta Final     | Resultado | Identidad      |
| -- | ------------------ | ----------------- | --------- | -------------- |
| 1° | Gianella Neyra     | Claudio Pizarro   | Falló     | George Forsyth |
| 2° | Armando Machuca    | Christian Meier   | Falló     | George Forsyth |
| -  | Johanna San Miguel | Rodrigo González  | Falló     | George Forsyth |
| 3° | Érika Villalobos   | Paolo Guerrero    | Falló     | George Forsyth |
| 4° | Carlos Vílchez     | Roberto Silva Pro | Falló     | George Forsyth |

### Episodio 2(07 de marzo de 2020)
| #   | Personaje    | Canción                                | Identidad       | Votos | Resultado |  |
| --- | ------------ | -------------------------------------- | --------------- | ----- | --------- |  |
| 01° | Caballo      | El caballito de palo de Joseph Fonseca | Oculta          | -     | Nominado  |  |
| 02° | Diva del Mar | ¿A quién le importa? de Thalía         | Oculta          | -     | Nominado  |  |
| 03° | Lechuza      | El Anillo de Jennifer Lopez            | Jessica Newton  | -     | Eliminado |  |
|     |              |                                        |                 |       |           |  |
| -   | Panda        | Mío de Paulina Rubio                   | Katia Palma     | 50%   | Invitado  |  |
| -   | Águila       | Sacaroncha de Guajaja                  | Cristian Rivero | 50%   | Invitado  |  |
|     |              |                                        |                 |       |           |  |
| 04° | Mariposa     | Yo Viviré de Celia Cruz                | Oculta          | -     | Nominado  |  |
| 05° | Gata         | Cariñito de Los Hijos del Sol          | Oculta          | -     | Nominado  |  |
| 06° | Palta        | Todos me miran de Gloria Trevi         | Oculta          | -     | Nominado  |  |
| 07° | Llama        | Échame A Mi La Culpa de Albert Hammond | Oculta          | -     | Nominado  |  |

#### Apuestas Finales de la Máscara Eliminada (Lechuza)
| #  | Investigador     | Apuesta Final   | Resultado |
| -- | ---------------- | --------------- | --------- |
| 1° | Gianella Neyra   | Jessica Newton  | Acertó    |
| 2° | Armando Machuca  | Edith Tapia     | Falló     |
| 3° | Érika Villalobos | Jessica Newton  | Acertó    |
| 4° | Carlos Vílchez   | Daniela Sarfati | Falló     |

#### Apuestas Finales de la Máscara Invitada (Panda)
| #  | Investigador     | Apuesta Final | Resultado |
| -- | ---------------- | ------------- | --------- |
| 1° | Gianella Neyra   | Katia Palma   | Acertaron |
| 2° | Armando Machuca  | Katia Palma   | Acertaron |
| 3° | Érika Villalobos | Katia Palma   | Acertaron |
| 4° | Carlos Vílchez   | Katia Palma   | Acertaron |

#### Apuestas Finales de la Máscara Invitada (Águila)
| #  | Investigador     | Apuesta Final   | Resultado |
| -- | ---------------- | --------------- | --------- |
| 1° | Gianella Neyra   | Cristian Rivero | Acertaron |
| 2° | Armando Machuca  | Cristian Rivero | Acertaron |
| 3° | Érika Villalobos | Cristian Rivero | Acertaron |
| 4° | Carlos Vílchez   | Cristian Rivero | Acertaron |

### Episodio 3(14 de marzo de 2020)
| #        | Personaje | Canción                                     | Identidad        | Votos | Resultado |  |
| -------- | --------- | ------------------------------------------- | ---------------- | ----- | --------- |  |
| 01°      | Caballo   | Mayonesa de Chocolate Latino                | Oculta           | 48%   | Pierde    |  |
| 02°      | Ekeko     | La Chismosa de Armonía 10                   | Oculta           | 52%   | Gana      |  |
|          |           |                                             |                  |       |           |  |
| 03°      | Helado    | Con altura de Rosalía y J Balvin            | Oculta           | 60%   | Gana      |  |
| 04°      | Jaguar    | Pelo suelto de Gloria Trevi                 | Oculta           | 40%   | Pierde    |  |
|          |           |                                             |                  |       |           |  |
| 05°      | Huevo     | Mamá No Quiero Comer Más Huevo de Azul Azul | Oculta           | 55%   | Gana      |  |
| 06°      | Mona      | Uptown Funk de Mark Ronson y Bruno Mars     | Oculta           | 45%   | Pierde    |  |
|          |           |                                             |                  |       |           |  |
| 07°      | Palta     | No Me Acuerdo de Thalía y Natti Natasha     | Oculta           | 68%   | Gana      |  |
| 08°      | Llama     | Mix Juan Gabriel de Hermanos Yaipén         | Oculta           | 32%   | Pierde    |  |
|          |           |                                             |                  |       |           |  |
| Votación | Caballo   | —                                           | Oculta           | -     | Salvado   |  |
| Votación | Jaguar    | —                                           | Oculta           | -     | Salvado   |  |
| Votación | Mona      | —                                           | Daniela Darcourt | -     | Eliminada |  |
| Votación | Llama     | —                                           | Oculta           | -     | Salvado   |  |

#### Apuestas Finales de la Máscara Eliminada (Mona)
| #  | Investigador     | Apuesta Final      | Resultado | Identidad        |
| -- | ---------------- | ------------------ | --------- | ---------------- |
| 1° | Gianella Neyra   | Katia Palma        | Falló     | Daniela Darcourt |
| 2° | Armando Machuca  | Saskia Bernaola    | Falló     | Daniela Darcourt |
| 3° | Érika Villalobos | Johanna San Miguel | Falló     | Daniela Darcourt |
| 4° | Carlos Vílchez   | Saskia Bernaola    | Falló     | Daniela Darcourt |

### Episodio 4(21 de marzo de 2020)
| #        | Personaje    | Canción                                   | Identidad     | Votos | Resultado |  |
| -------- | ------------ | ----------------------------------------- | ------------- | ----- | --------- |  |
| 01°      | Monstruo     | Callaíta de Bad Bunny y Tainy             | Oculta        | 48%   | Pierde    |  |
| 02°      | Conejo       | Una Cerveza de Ráfaga                     | Oculta        | 52%   | Gana      |  |
|          |              |                                           |               |       |           |  |
| 03°      | Gata         | Malagueña salerosa de Miguel Aceves Mejía | Oculta        | 51%   | Gana      |  |
| 04°      | Diva del Mar | Solo Se Vive una Vez de Azúcar Moreno     | Oculta        | 49%   | Pierde    |  |
|          |              |                                           |               |       |           |  |
| 05°      | Espejo       | Globos en el cielo de Pedro Suárez-Vértiz | Oculta        | 63%   | Gana      |  |
| 06°      | Tumi         | Me Gustas Tú de Manu Chao                 | Oculta        | 37%   | Pierde    |  |
|          |              |                                           |               |       |           |  |
| 07°      | Mariposa     | El frío de tu adiós de Olga Tañón         | Oculta        | 32%   | Pierde    |  |
| 08°      | León         | Muévelo de Nicky Jam y Daddy Yankee       | Oculta        | 68%   | Gana      |  |
|          |              |                                           |               |       |           |  |
| Votación | Monstruo     | —                                         | Oculta        | -     | Salvado   |  |
| Votación | Diva del Mar | —                                         | Oculta        | -     | Salvado   |  |
| Votación | Tumi         | —                                         | Puma Carranza | -     | Eliminado |  |
| Votación | Mariposa     | —                                         | Oculta        | -     | Salvado   |  |

#### Apuestas Finales de la Máscara Eliminada (Tumi)
| #  | Investigador     | Apuesta Final   | Resultado |
| -- | ---------------- | --------------- | --------- |
| 1° | Gianella Neyra   | Checho Ibarra   | Falló     |
| 2° | Armando Machuca  | Puchungo Yáñez  | Falló     |
| -  | Emilia Drago     | Chiquito Flores | Falló     |
| 3° | Érika Villalobos | Puma Carranza   | Acertaron |
| 4° | Carlos Vílchez   | Puma Carranza   | Acertaron |

### Episodio 5(28 de marzo de 2020)
| #        | Personaje   | Canción                                                | Identidad                     | Votos | Resultado |
| -------- | ----------- | ------------------------------------------------------ | ----------------------------- | ----- | --------- |
| 01°      | Palta       | Mayores de Becky G y Bad Bunny                         | Oculta                        | 41%   | Pierde    |
| 02°      | Huevo       | Ahora te puedes marchar de Luis Miguel                 | Oculta                        | 59%   | Gana      |
|          |             |                                                        |                               |       |           |
| 03°      | Gata        | Mi cama de Karol G                                     | Oculta                        | 63%   | Gana      |
| 04°      | Jaguar      | Es Mentiroso de Olga Tañón                             | Oculta                        | 37%   | Pierde    |
|          |             |                                                        |                               |       |           |
| -        | Triceratops | Quimbara de Celia Cruz                                 | Pablo Villanueva "Melcochita" | -     | Invitado  |
|          |             |                                                        |                               |       |           |
| 05°      | Ekeko       | Aguanilé de Marc Anthony                               | Oculta                        | 18%   | Pierde    |
| 06°      | Conejo      | Felices los 4 (versión salsa) de Maluma y Marc Anthony | Oculta                        | 45%   | Gana      |
| 07°      | Mariposa    | Déjala de Yuri                                         | Oculta                        | 37%   | Gana      |
|          |             |                                                        |                               |       |           |
| Votación | Palta       | —                                                      | Oculta                        | -     | Salvado   |
| Votación | Jaguar      | —                                                      | Naamin Timoycco               | -     | Eliminado |
| Votación | Ekeko       | —                                                      | Oculta                        | -     | Salvado   |

#### Apuestas Finales de la Máscara Eliminada (Jaguar)
| #  | Investigador      | Apuesta Final        | Resultado |
| -- | ----------------- | -------------------- | --------- |
| 1° | Gianella Neyra    | Naamin Timoycco      | Acertó    |
| 2° | Armando Machuca   | Edith Tapia          | Falló     |
| -  | Oscar López Arias | Milett Figueroa      | Falló     |
| 3° | Érika Villalobos  | Naamin Timoycco      | Acertó    |
| 4° | Carlos Vílchez    | Claudia Portocarrero | Falló     |

#### Apuestas Finales de la Máscara Invitada (Triceratops)
| #  | Investigador      | Apuesta Final                 | Resultado |
| -- | ----------------- | ----------------------------- | --------- |
| 1° | Gianella Neyra    | Pablo Villanueva "Melcochita" | Acertaron |
| 2° | Armando Machuca   | Pablo Villanueva "Melcochita" | Acertaron |
| -  | Oscar López Arias | Pablo Villanueva "Melcochita" | Acertaron |
| 3° | Érika Villalobos  | Pablo Villanueva "Melcochita" | Acertaron |
| 4° | Carlos Vílchez    | Pablo Villanueva "Melcochita" | Acertaron |

### Episodio 6(04 de abril de 2020)
| #        | Personaje    | Canción                                                    | Identidad        | Votos | Resultado |
| -------- | ------------ | ---------------------------------------------------------- | ---------------- | ----- | --------- |
| 01°      | Caballo      | El baile del mono de Wilfrido Vargas                       | Oculta           | 63%   | Gana      |
| 02°      | León         | China de Anuel AA, Daddy Yankee, Karol G, Ozuna y J Balvin | Oculta           | 37%   | Pierde    |
|          |              |                                                            |                  |       |           |
| 03°      | Monstruo     | El taxi de Osmani García                                   | Oculta           | 59%   | Gana      |
| 04°      | Diva del Mar | Bombón asesino de Los Palmeras                             | Oculta           | 41%   | Pierde    |
|          |              |                                                            |                  |       |           |
| -        | Hipopótamo   | No juegues con el diablo de Bareto                         | Jonathan Maicelo | -     | Invitado  |
|          |              |                                                            |                  |       |           |
| 05°      | Espejo       | Don Diablo de Miguel Bosé                                  | Oculta           | 36%   | Gana      |
| 06°      | Helado       | Con Calma de Daddy Yankee                                  | Oculta           | 25%   | Pierde    |
| 07°      | Llama        | Se Me Olvido Otra Vez de Juan Gabriel                      | Oculta           | 39%   | Gana      |
|          |              |                                                            |                  |       |           |
| Votación | León         | —                                                          | Oculta           | -     | Salvado   |
| Votación | Diva del Mar | —                                                          | Oculta           | -     | Salvado   |
| Votación | Helado       | —                                                          | Ebelin Ortiz     | -     | Eliminado |

#### Apuestas Finales de la Máscara Eliminada (Helado)
| #  | Investigador     | Apuesta Final               | Resultado |
| -- | ---------------- | --------------------------- | --------- |
| -  | Fernando Armas   | Ana Kohler                  | Falló     |
| 2° | Armando Machuca  | Rossana Férnandez-Maldonado | Falló     |
| 3° | Érika Villalobos | Ebelin Ortiz                | Acertó    |
| 4° | Carlos Vílchez   | Maricarmen Marín            | Falló     |

#### Apuestas Finales de la Máscara Invitada (Hipopótamo)
| #  | Investigador     | Apuesta Final    | Resultado |
| -- | ---------------- | ---------------- | --------- |
| -  | Fernando Armas   | Tomas Angulo     | Falló     |
| 2° | Armando Machuca  | Roger del Águila | Falló     |
| 3° | Érika Villalobos | Carlos Álvarez   | Falló     |
| 4° | Carlos Vílchez   | Jonathan Maicelo | Acertó    |

### Episodio 7(11 de abril de 2020)
| #        | Personaje | Canción                               | Elemento misterioso       | Identidad         | Votos | Resultado |
| -------- | --------- | ------------------------------------- | ------------------------- | ----------------- | ----- | --------- |
| -        | Carnero   | No creo de Shakira                    | —                         | Sigrid Bazán      | -     | Invitado  |
|          |           |                                       |                           |                   |       |           |
| 01°      | Monstruo  | Suavemente de Elvis Crespo            | Collar con una argolla    | Oculta            | 39%   | Pierde    |
| 02°      | Caballo   | Locovox de Loco Mía                   | Lentes                    | Oculta            | 61%   | Gana      |
|          |           |                                       |                           |                   |       |           |
| -        | Cerdita   | Mírala, Míralo de Alejandra Guzmán    | —                         | Karina Rivera     | -     | Invitado  |
|          |           |                                       |                           |                   |       |           |
| 03°      | León      | Atrévete-te-te de Calle 13            | Lentes de sol             | Oculta            | 60%   | Gana      |
| 04°      | Palta     | Duro y Suave de Leslie Grace y Noriel | Rubor                     | Oculta            | 40%   | Pierde    |
|          |           |                                       |                           |                   |       |           |
| 05°      | Gata      | Ya No de Lucero                       | Llavero de calavera       | Oculta            | 45%   | Pierde    |
| 06°      | Mariposa  | Eternamente Bella de Alejandra Guzmán | Figura del Señor de Sipán | Oculta            | 55%   | Gana      |
|          |           |                                       |                           |                   |       |           |
| Votación | Monstruo  | —                                     | —                         | Oculta            | -     | Salvado   |
| Votación | Palta     | —                                     | —                         | Almendra Gomelsky | -     | Eliminado |
| Votación | Gata      | —                                     | —                         | Oculta            | -     | Salvado   |

#### Apuestas Finales de la Máscara Eliminada (Palta)
| #  | Investigador     | Apuesta Final     | Resultado |
| -- | ---------------- | ----------------- | --------- |
| 1° | Gianella Neyra   | Almendra Gomelsky | Acertó    |
| 2° | Armando Machuca  | Karina Calmet     | Falló     |
| -  | Karina Rivera    | Edith Tapia       | Falló     |
| 3° | Érika Villalobos | Lily Braun        | Falló     |
| 4° | Carlos Vílchez   | Lorena Álvarez    | Falló     |

#### Apuestas Finales de la Máscara Invitada (Carnero)
| #  | Investigador     | Apuesta Final      | Resultado | Identidad    |
| -- | ---------------- | ------------------ | --------- | ------------ |
| 1° | Gianella Neyra   | Ximena Hoyo        | Falló     | Sigrid Bazán |
| 2° | Armando Machuca  | Cathy Saénz        | Falló     | Sigrid Bazán |
| 3° | Érika Villalobos | Francisca Aronsson | Falló     | Sigrid Bazán |
| 4° | Carlos Vílchez   | Marisol Aguirre    | Falló     | Sigrid Bazán |

#### Apuestas Finales de la Máscara Invitada (Cerdita)
| #  | Investigador     | Apuesta Final | Resultado | Identidad     |
| -- | ---------------- | ------------- | --------- | ------------- |
| 1° | Gianella Neyra   | Sofía Franco  | Falló     | Karina Rivera |
| 2° | Armando Machuca  | Sully Saénz   | Fallaron  | Karina Rivera |
| 3° | Érika Villalobos | Sully Saénz   | Fallaron  | Karina Rivera |
| 4° | Carlos Vílchez   | Leslie Shaw   | Falló     | Karina Rivera |

### Episodio 8(18 de abril de 2020)
| #        | Personaje    | Canción                                           | Elemento misterioso              | Identidad      | Votos | Resultado |
| -------- | ------------ | ------------------------------------------------- | -------------------------------- | -------------- | ----- | --------- |
| -        | Gallo        | Yo no te pido la luna de Daniela Romo             | —                                | Katia Condos   | -     | Invitado  |
|          |              |                                                   |                                  |                |       |           |
| 01°      | Huevo        | Billie Jean de Michael Jackson                    | Máscara plateada teatral         | Oculta         | 53%   | Gana      |
| 02°      | Ekeko        | Píntame de Elvis Crespo                           | Bandera Rusa                     | Oculta         | 47%   | Pierde    |
|          |              |                                                   |                                  |                |       |           |
| 03°      | Conejo       | Será que no me amas de Luis Miguel                | Sombrero de hincha de La "U"     | Oculta         | 60%   | Gana      |
| 04°      | Diva del Mar | Single Ladies de Beyoncé                          | Dos pecesitos                    | Oculta         | 40%   | Pierde    |
|          |              |                                                   |                                  |                |       |           |
| -        | Iguana       | Lo que pasó, pasó de Daddy Yankee                 | —                                | Natalia Málaga | -     | Invitado  |
|          |              |                                                   |                                  |                |       |           |
| 05°      | Espejo       | Cristina de Maffio, J Quiles, Nacho y Shelow Shaq | Estuche con un micrófono headset | Oculta         | 55%   | Gana      |
| 06°      | Llama        | El picaflor de Los Dávalos                        | Casco de bicicleta               | Oculta         | 45%   | Pierde    |
|          |              |                                                   |                                  |                |       |           |
| Votación | Ekeko        | —                                                 | —                                | Oculta         | -     | Salvado   |
| Votación | Diva del Mar | —                                                 | —                                | Oculta         | -     | Salvado   |
| Votación | Llama        | —                                                 | —                                | Mónica Delta   | -     | Eliminado |

#### Apuestas Finales de la Máscara Eliminada (Llama)
| #  | Investigador     | Apuesta Final    | Resultado |
| -- | ---------------- | ---------------- | --------- |
| 1° | Gianella Neyra   | Mónica Delta     | Acertó    |
| 2° | Armando Machuca  | Maritere Braschi | Falló     |
| -  | Katia Condos     | Mónica Delta     | Acertó    |
| 3° | Érika Villalobos | Mónica Delta     | Acertó    |
| 4° | Carlos Vílchez   | Lorena Álvarez   | Falló     |

#### Apuestas Finales de la Máscara Invitada (Gallo)
| #  | Investigador     | Apuesta Final      | Resultado |
| -- | ---------------- | ------------------ | --------- |
| 1° | Gianella Neyra   | Katia Condos       | Acertó    |
| 2° | Armando Machuca  | Fiorella Rodríguez | Falló     |
| 3° | Érika Villalobos | Saskia Bernaola    | Falló     |
| 4° | Carlos Vílchez   | Jenny Negri        | Falló     |

#### Apuestas Finales de la Máscara Invitada (Iguana)
| #  | Investigador     | Apuesta Final               | Resultado |
| -- | ---------------- | --------------------------- | --------- |
| 1° | Gianella Neyra   | Inés Melchor                | Falló     |
| 2° | Armando Machuca  | Fiorella Rodríguez          | Falló     |
| -  | Katia Condos     | Natalia Málaga              | Acertó    |
| 3° | Érika Villalobos | Cecilia Tait                | Falló     |
| 4° | Carlos Vílchez   | Rodolfo Carrión "Felpudini" | Falló     |

### Episodio 9(25 de abril de 2020)
En este episodio, no hubo eliminación debido a que la participante Mariposa no pudo asistir y hacer ella 
presentación programada, ya que no se encontraba en Lima, en el momento en que había comenzado la cuarentena y la coyuntura actual que se lo impedía. Luego pudo regresar al programa a partir del episodio 10.
| #   | Personaje    | Canción                                              | Identidad | Votos | Resultado  |
| --- | ------------ | ---------------------------------------------------- | --------- | ----- | ---------- |
| 01° | Ekeko        | La noche de Joe Arroyo                               | Oculta    | -     | Nominado   |
| 02° | Caballo      | La Dueña Del Swing de Los Hermanos Rosario           | Oculta    | -     | Nominado   |
| 03° | Huevo        | De sol a sol de Salserín                             | Oculta    | -     | Nominado   |
| 04° | Conejo       | Mis Ojos Lloran Por Ti de Big Boy                    | Oculta    | -     | Nominado   |
| 05° | Diva del Mar | No sé vivir si no es contigo de Il Divo              | Oculta    | -     | Nominado   |
| 06° | León         | Dura de Daddy Yankee                                 | Oculta    | -     | Nominado   |
| 07° | Espejo       | Los patos y las patas de Nosequien y los Nosecuantos | Oculta    | -     | Nominado   |
| 08° | Monstruo     | El Yerberito de Celia Cruz                           | Oculta    | -     | Nominado   |
| 09° | Gata         | La Gata Bajo La Lluvia de Rocío Dúrcal               | Oculta    | -     | Nominado   |
| 10° | Mariposa     |                                                      |           | -     | No asistió |

### Episodio 10(02 de mayo de 2020)
Debido a la cuarentena y la coyuntura actual, el participante León no pudo asistir y hacer su respectiva presentación, ya que no se encontraba en Lima, sin embargo se le dio al igual que la participante Mariposa la opción de regresar a Lima para seguir con el programa, pero este decidió renunciar, ya que no quería arriesgar el embarazo de su pareja y tuvo que develar su identidad por videollamada ante el conductor y los investigadores, junto al público virtual que los veían desde sus hogares. Es así que el participante León develó su identidad, siendo este Mario Hart y así despidiéndose de todos en el programa.
| #   | Personaje    | Artista Refuerzo                                           | Canción                                 | Identidad  | Votos | Resultado |
| --- | ------------ | ---------------------------------------------------------- | --------------------------------------- | ---------- | ----- | --------- |
| 01° | Gata         | Ana Kohler                                                 | Siqui Siqui de Ana Kohler               | Oculta     | -     | Nominado  |
| 02° | Conejo       | Farik Grippa                                               | Casi un hechizo de Jerry Rivera         | Oculta     | -     | Nominado  |
| 03° | Diva del Mar | Miluska Eskenazi                                           | Ese hombre de Rocío Jurado              | Oculta     | -     | Nominado  |
| 04° | Monstruo     | Francisco Chávez (Imitador de "Andrés Calamaro" en Yo soy) | Cuando seas grande de Miguel Mateos     | Oculta     | -     | Nominado  |
| 05° | Caballo      | Ricky Santos                                               | El baile del perrito de Wilfrido Vargas | Oculta     | -     | Nominado  |
| 06° | Espejo       | José Gaona                                                 | Lo peor de todo de RIO                  | Oculta     | -     | Nominado  |
| 07° | Huevo        | Daniel Lazo                                                | Saca las manos de Eva Ayllón            | Oculta     | -     | Nominado  |
| 08° | Ekeko        | Ronald Hidalgo (Imitador de "Juan Gabriel" en Yo soy)      | No tengo dinero de Juan Gabriel         | Oculta     | -     | Nominado  |
| 09° | Mariposa     | Kate Candela                                               | Evidencias de Ana Gabriel               | Oculta     | -     | Nominado  |
| 10° | León         | —                                                          | —                                       | Mario Hart | -     | Renunció  |

#### Apuestas Finales de la Máscara Eliminada (León)
| #  | Investigador     | Apuesta Final | Resultado |
| -- | ---------------- | ------------- | --------- |
| 1° | Gianella Neyra   | Mario Hart    | Acertaron |
| 2° | Armando Machuca  | Mario Hart    | Acertaron |
| 3° | Érika Villalobos | Mario Hart    | Acertaron |
| 4° | Carlos Vílchez   | Mario Hart    | Acertaron |

### Episodio 11(09 de mayo de 2020)
En el episodio, debido a que el público ya no podía asistir, ya que la coyuntura actual se lo impide y el público virtual no puede votar por sus personajes favoritos, se decide que el panel de investigadores son los que votarían para nominar y eliminar a un personaje, es decir el personaje con más votos sería nominado y luego entre los nominados, vuelven a votar los investigadores por el que menos gustó en su presentación y así develar su identidad.
| #        | Personaje    | Canción                                     | Identidad       | Votos | Resultado |
| -------- | ------------ | ------------------------------------------- | --------------- | ----- | --------- |
| 01°      | Monstruo     | Matador de Los Fabulosos Cadillacs          | Oculta          | 0     | A salvo   |
| 02°      | Conejo       | La Botella de Mach & Daddy                  | Oculta          | 1     | A salvo   |
| 03°      | Gata         | Dos mujeres un Camino de Laura León         | Oculta          | 3     | Pierde    |
|          |              |                                             |                 |       |           |
| 04°      | Huevo        | Danza da maozinha de Axé Bahía              | Oculta          | 1     | A salvo   |
| 05°      | Diva del Mar | La Escobita de Marisol y la Magia del Norte | Oculta          | 1     | A salvo   |
| 06°      | Mariposa     | Muchacho malo de Olga Tañón                 | Oculta          | 2     | Pierde    |
|          |              |                                             |                 |       |           |
| 07°      | Espejo       | Date la vuelta de Koky Bonilla              | Oculta          | 2     | Pierde    |
| 08°      | Ekeko        | El baile del sua sua de Kinito Méndez       | Oculta          | 1     | A salvo   |
| 09°      | Caballo      | La Bomba de Azul Azul                       | Oculta          | 1     | A salvo   |
|          |              |                                             |                 |       |           |
| Votación | Gata         | —                                           | Briyit Palomino | 3     | Eliminado |
| Votación | Mariposa     | —                                           | Oculta          | 0     | Salvado   |
| Votación | Espejo       | —                                           | Oculta          | 1     | Salvado   |

#### Apuestas Finales de la Máscara Eliminada (Gata)
| #   | Investigador     | Apuesta Final   | Resultado |
| --- | ---------------- | --------------- | --------- |
| 01° | Gianella Neyra   | Stephanie Orúe  | Falló     |
| 02° | Armando Machuca  | Cielo Torres    | Falló     |
| 03° | Érika Villalobos | Briyit Palomino | Acertó    |
| 04° | Carlos Vílchez   | Biby Gaytán     | Falló     |

### Episodio 12(16 de mayo de 2020)
En este episodio, en vez de que los investigadores voten por el que menos gustó en su presentación, tenían que votar por el que lo hizo mejor (según sus criterios), es decir el personaje con más votos, gana su batalla, mientras que el otro personaje que perdió la batalla teniendo menos votos queda nominado (en zona de riesgo). Al final, entre los nominados que perdieron sus batallas, los investigadores votan por su favorito para que estén una semana más. Como en el episodio pasado, la investigadora Gianella Neyra fue quien tuvo el último voto y así eliminando a la participante Gata, se decidió que esta semana no votaría en la eliminación, por lo cual solo los tres investigadores restantes votarían cada uno por su participante favorito, así teniendo el último voto la investigadora Érika Villalobos, eliminando al participante Ekeko..
| #        | Personaje    | Canción                                     | Identidad      | Votos | Resultado |
| -------- | ------------ | ------------------------------------------- | -------------- | ----- | --------- |
| 01°      | Diva del Mar | Esa Hembra Es Mala de Gloria Trevi          | Oculta         | 1     | Pierde    |
| 02°      | Caballo      | Akundun de Miki Gonzáles                    | Oculta         | 3     | Gana      |
|          |              |                                             |                |       |           |
| 03°      | Conejo       | Te Quiero Comer La Boca de La Mosca Tse-Tse | Oculta         | 3     | Gana      |
| 04°      | Ekeko        | Talento de TV de Willie Colón               | Oculta         | 0     | Pierde    |
|          |              |                                             |                |       |           |
| 05°      | Huevo        | El Baile del Sapito de Belinda              | Oculta         | 1     | Pierde    |
| 06°      | Monstruo     | La Negra Tiene Tumbao de Celia Cruz         | Oculta         | 3     | Gana      |
|          |              |                                             |                |       |           |
| 07°      | Espejo       | Lola de Miki Gonzáles                       | Oculta         | 1     | Pierde    |
| 08°      | Mariposa     | Con Los Ojos Cerrados de Gloria Trevi       | Oculta         | 3     | Gana      |
|          |              |                                             |                |       |           |
| Votación | Diva del Mar | —                                           | Oculta         | 1     | Salvado   |
| Votación | Ekeko        | —                                           | Jonathan Rojas | 0     | Eliminado |
| Votación | Huevo        | —                                           | Oculta         | 1     | Salvado   |
| Votación | Espejo       | —                                           | Oculta         | 1     | Salvado   |

#### Apuestas Finales de la Máscara Eliminada (Ekeko)
| #  | Investigador     | Apuesta Final  | Resultado |
| -- | ---------------- | -------------- | --------- |
| 1° | Gianella Neyra   | Jonathan Rojas | Acertó    |
| 2° | Armando Machuca  | Tommy Portugal | Falló     |
| 3° | Érika Villalobos | Jonathan Rojas | Acertó    |
| 4° | Carlos Vílchez   | Jonathan Rojas | Acertó    |

### Episodio 13(23 de mayo de 2020)
En este episodio, los investigadores tuvieron que votar por el personaje que más les gustó, solo en las dos primeras batallas,  en la batalla triple tenían que votar por el personaje que menos gustó su presentación. Al final del programa, como en el episodio 11 y 12 tuvieron las investigadoras Gianella y Érika la decisión final de eliminar a un personaje, en este episodio tendrían la decisión los investigadores Armando y Carlos .
| #        | Personaje    | Canción                                                    | Identidad         | Votos | Resultado |
| -------- | ------------ | ---------------------------------------------------------- | ----------------- | ----- | --------- |
| 01°      | Mariposa     | Así son los hombres (versión cumbia) de Agua Bella         | Oculta            | 1     | Pierde    |
| 02°      | Caballo      | La Culebritica de Grupo 5                                  | Oculta            | 3     | Gana      |
|          |              |                                                            |                   |       |           |
| 03°      | Espejo       | Contigo Perú de Augusto Polo Campos                        | Oculta            | 1     | Pierde    |
| 04°      | Monstruo     | Baracunatana de Aterciopelados                             | Oculta            | 3     | Gana      |
|          |              |                                                            |                   |       |           |
| 05°      | Diva del Mar | Lady Marmalade de Christina Aguilera, Lil' Kim, Mya y Pink | Oculta            | 3     | Gana      |
| 06°      | Huevo        | El gato volador de El Chombo                               | Oculta            | 1     | A salvo   |
| 07°      | Conejo       | Ritmo de J Balvin y Black Eyed Peas                        | Oculta            | 0     | Pierde    |
|          |              |                                                            |                   |       |           |
| Votación | Mariposa     | —                                                          | Oculta            | 1     | Salvado   |
| Votación | Espejo       | —                                                          | Jean Paul Strauss | 0     | Eliminado |
| Votación | Conejo       | —                                                          | Oculta            | 1     | Salvado   |

#### Apuestas Finales de la Máscara Eliminada (Espejo)
| #  | Investigador     | Apuesta Final     | Resultado |
| -- | ---------------- | ----------------- | --------- |
| 1° | Gianella Neyra   | Jean Paul Strauss | Acertaron |
| 2° | Armando Machuca  | Jean Paul Strauss | Acertaron |
| 3° | Érika Villalobos | Jean Paul Strauss | Acertaron |
| 4° | Carlos Vílchez   | Pedro Loli        | Falló     |

### Episodio 14: Semifinal(30 de mayo del 2020)
| #        | Personaje    | Canción | Canción                                                | Identidad | Votos | Resultado |
| -------- | ------------ | ------- | ------------------------------------------------------ | --------- | ----- | --------- |
| 01°      | Conejo       | Mix     | Felices los 4 (versión salsa) de Maluma y Marc Anthony | Oculta    | 1     | Pierde    |
| 01°      | Conejo       | Mix     | Una Cerveza de Ráfaga                                  | Oculta    | 1     | Pierde    |
| 01°      | Conejo       | Mix     | La Botella de Mach & Daddy                             | Oculta    | 1     | Pierde    |
| 02°      | Mariposa     | Mix     | Eternamente Bella de Alejandra Guzmán                  | Oculta    | 3     | Gana      |
| 02°      | Mariposa     | Mix     | Déjala de Yuri                                         | Oculta    | 3     | Gana      |
| 02°      | Mariposa     | Mix     | El frío de tu adiós de Olga Tañón                      | Oculta    | 3     | Gana      |
|          |              |         |                                                        |           |       |           |
| 03°      | Diva del Mar | Mix     | Solo se vive una vez de Azúcar Moreno                  | Oculta    | 1     | Pierde    |
| 03°      | Diva del Mar | Mix     | Single Ladies de Beyoncé                               | Oculta    | 1     | Pierde    |
| 03°      | Diva del Mar | Mix     | A quien le importa de Thalía                           | Oculta    | 1     | Pierde    |
| 04°      | Monstruo     | Mix     | La gozadera de Gente de Zona                           | Oculta    | 3     | Gana      |
| 04°      | Monstruo     | Mix     | Suavemente de Elvis Crespo                             | Oculta    | 3     | Gana      |
| 04°      | Monstruo     | Mix     | El Yerberito de Celia Cruz                             | Oculta    | 3     | Gana      |
|          |              |         |                                                        |           |       |           |
| 05°      | Huevo        | Mix     | Que tire pa' lante de Daddy Yankee                     | Oculta    | 1     | Pierde    |
| 05°      | Huevo        | Mix     | El baile del sapito de Belinda                         | Oculta    | 1     | Pierde    |
| 05°      | Huevo        | Mix     | Mamá No Quiero Comer Más Huevo de Azul Azul            | Oculta    | 1     | Pierde    |
| 06°      | Caballo      | Mix     | Mayonesa de Chocolate Latino                           | Oculta    | 3     | Gana      |
| 06°      | Caballo      | Mix     | Locovox de Loco Mía                                    | Oculta    | 3     | Gana      |
| 06°      | Caballo      | Mix     | La Dueña Del Swing de Los Hermanos Rosario             | Oculta    | 3     | Gana      |
|          |              |         |                                                        |           |       |           |
| Votación | Conejo       | —       | —                                                      | Oculta    | 0     | Salvado   |
| Votación | Diva del Mar | —       | —                                                      | Oculta    | 1     | Salvado   |
| Votación | Huevo        | —       | —                                                      | Oculta    | 0     | Salvado   |

### Episodio 15: Gran Final(06 de junio de 2020)'MYM'
| #   | Personaje    | Canción                                    | Canción                                    | Identidad            | Votos | Resultado  |
| --- | ------------ | ------------------------------------------ | ------------------------------------------ | -------------------- | ----- | ---------- |
| 01° | Diva del Mar | Bombón asesino de Los Palmeras             | Bombón asesino de Los Palmeras             | Oculta               | 1     | Nominado   |
| 02° | Mariposa     | Yo Viviré de Celia Cruz                    | Yo Viviré de Celia Cruz                    | Oculta               | 1     | Nominado   |
| 03° | Conejo       | Mis Ojos Lloran Por Ti de Big Boy          | Mis Ojos Lloran Por Ti de Big Boy          | Andrés Salas         | 0     | Eliminado  |
| 04° | Caballo      | El Caballito De Palo de Joseph Fonseca     | El Caballito De Palo de Joseph Fonseca     | Oculta               | 1     | Nominado   |
| 05° | Huevo        | Danza da maozinha de Axé Bahía             | Danza da maozinha de Axé Bahía             | Oculta               | 1     | Nominado   |
| 06° | Monstruo     | El taxi de Osmani García                   | El taxi de Osmani García                   | Oculta               | 1     | Nominado   |
|     |              |                                            |                                            |                      |       |            |
| 07° | Diva del Mar | Así No Te Amará Jamás de Amanda Miguel     | Así No Te Amará Jamás de Amanda Miguel     | Shantall Young Oneto | 0     | Finalistas |
| 08° | Mariposa     | Porque esta hembra no llora de Susan Ochoa | Porque esta hembra no llora de Susan Ochoa | Marisol Ramírez      | 0     | Finalistas |
| 09° | Caballo      | Kulikitaka de Toño Rosario                 | Kulikitaka de Toño Rosario                 | Jorge Benavides      | 0     | Finalistas |
| 10° | Huevo        | Mix                                        | Yo Perreo Sola de Bad Bunny                | Yiddá Eslava         | 0     | Finalistas |
| 10° | Huevo        | Mix                                        | Dame tu cosita de El Chombo                | Yiddá Eslava         | 0     | Finalistas |
| 10° | Huevo        | Mix                                        | Pío pío de Eusebio ''Chato'' Grados        | Yiddá Eslava         | 0     | Finalistas |
| 11° | Monstruo     | Desesperado de José José                   | Desesperado de José José                   | Eva Ayllón           | 1     | Ganadora   |

#### Apuestas Finales de La Máscara Eliminada (Conejo)
| #   | Investigador     | Apuesta Final | Resultado |
| --- | ---------------- | ------------- | --------- |
| 01° | Gianella Neyra   | Tony Can      | Acertaron |
| 02° | Armando Machuca  | Tony Can      | Acertaron |
| 03° | Érika Villalobos | Tony Can      | Acertaron |
| 04° | Carlos Vílchez   | Tony Can      | Acertaron |

#### Apuestas Finales de La Máscara Finalista (Huevo)
| #   | Investigador     | Apuesta Final | Resultado |
| --- | ---------------- | ------------- | --------- |
| 01° | Gianella Neyra   | Natalia Otero | Falló     |
| 02° | Armando Machuca  | Yiddá Eslava  | Acertaron |
| 03° | Érika Villalobos | Yiddá Eslava  | Acertaron |
| 04° | Carlos Vílchez   | Yiddá Eslava  | Acertaron |

#### Apuestas Finales de La Máscara Finalista (Diva del Mar)
| #   | Investigador     | Apuesta Final        | Resultado |
| --- | ---------------- | -------------------- | --------- |
| 01° | Gianella Neyra   | Shantall Young Oneto | Acertaron |
| 02° | Armando Machuca  | Shantall Young Oneto | Acertaron |
| 03° | Érika Villalobos | Shantall Young Oneto | Acertaron |
| 04° | Carlos Vílchez   | Shantall Young Oneto | Acertaron |

#### Apuestas Finales de La Máscara Finalista (Caballo)
| #   | Investigador     | Apuesta Final     | Resultado |
| --- | ---------------- | ----------------- | --------- |
| 01° | Gianella Neyra   | Jorge Benavides   | Acertó    |
| 02° | Armando Machuca  | Jorge Benavides   | Acertó    |
| 03° | Érika Villalobos | Alfredo Benavides | Falló     |
| 04° | Carlos Vílchez   | Jorge Benavides   | Acertó    |

#### Apuestas Finales de La Máscara Finalista (Mariposa)
| #   | Investigador     | Apuesta Final    | Resultado |
| --- | ---------------- | ---------------- | --------- |
| 01° | Gianella Neyra   | Susan Ochoa      | Falló     |
| 02° | Armando Machuca  | Marisol Ramírez  | Acertó    |
| 03° | Érika Villalobos | Maricarmen Marín | Falló     |
| 04° | Carlos Vílchez   | Marisol Ramírez  | Acertó    |

#### Apuestas Finales de La Máscara Ganadora (Monstruo)
| #   | Personaje        | Apuesta Final | Resultado |
| --- | ---------------- | ------------- | --------- |
| 01° | Gianella Neyra   | Eva Ayllón    | Acertaron |
| 02° | Armando Machuca  | Eva Ayllón    | Acertaron |
| 03° | Érika Villalobos | Eva Ayllón    | Acertaron |
| 04° | Carlos Vílchez   | Eva Ayllón    | Acertaron |

## Recepción
En su estreno, el programa alcanzó el primer puesto de los más sintonizados del sábado, con casi 600 000 espectadores, superando a todos los de América Televisión.

## Curiosidades
- En la conferencia de prensa, se presentaron dos personajes, Monstruo y Llama, los cuales protagonizaron el episodio piloto. Además, fueron los últimos en presentarse en los dos primeros episodios respectivamente.
- Los personajes Espejo, Tumi, Ekeko, Perro Peruano, Jaguar, Caballo, Diva del Mar y Palta, son los únicos personajes que son auténticos de este programa. Los demás ya han tenido diferentes apariciones en otros formatos.
- En esta versión –a diferencia de otras– no todos los personajes son animales, hay personajes que representan objetos, alimentos o personajes ficticios.
- La participante Gata, al igual que el participante Gato de ¿Quién es la máscara?, ganaron dos batallas y perdieron una batalla triple, en la cual ambas resultaron eliminadas por el jurado. En esta última se enfrentaron con dos personajes con los que ya habían batallado antes. En sus identidades reales, son exintegrantes de una banda musical.
- Debido a las medidas de seguridad implementadas por el gobierno, la participante Mariposa quien no se encontraba en Lima, tuvo que ausentarse en el episodio 9. El sábado siguiente, todos los participantes se presentaron de nuevo, a excepción de León, el cual residía en Estados Unidos. Este último renunció a la competencia, y reveló su verdadera identidad.
- En el episodio 12, en dos batallas se interpretaron canciones de los mismos artistas.
- El personaje que ha cantado más géneros diferentes ha sido Huevo y el segundo Monstruo.
- El personaje que más veces ha estado en zona de riesgo ha sido Diva del Mar, salvándose en todas y llegando hasta la final.
- El personaje que más batallas ha ganado es Caballo.
- La mayoría de los personajes son mujeres en la vida real.
- El personaje más joven ha sido Mona, quien era en realidad Daniela Darcourt, y Monstruo, quien en la vida real es Eva Ayllon es el personaje más longevo.
- Los únicos personajes que no fueron presentados en el primer y segundo programa son Mona, Conejo y León.
- El único personaje que ha cantado en tres diferentes idiomas, es Huevo, ha cantado en castellano, inglés y portugués.
- El personaje que más ha cantado el género Merengue, es Caballo.
- Perro, Lechuza y Mona; fueron eliminados en su primera presentación.
- La mayoría de las identidades reveladas, participaron en el programa El Artista del Año.